# آزوئلو
آزوئلو (به اسپانیایی: Azuelo) یک منطقهٔ مسکونی در اسپانیا است که در نابارا واقع شده‌است. آزوئلو ۱۰٫۵ کیلومتر مربع مساحت دارد ۶۱۴ متر بالاتر از سطح دریا واقع شده‌است.